# Palafreneiro
Palafreneiro (do latim tardio palafredarius: ministro ou servo do palafrém ou palafredus; este, provavelmente, de equus phaleratus: cavalo ornado) é o membro de uma corte responsável por cuidar e conduzir, em cortejo solene, o palafrém, o cavalo em que os papas, reis e nobres faziam sua entrada solene nas cidades.
Conforme os usos e costumes de cada corte, os palafreneiros portam a sua libré própria. Na Idade Média, os papas usavam como palafrém não um cavalo, mas uma mula branca com um sino de prata atado no pescoço.